# Usafedo
Usafedo (em latim: Usaphaedus; em grego clássico: Usaphaidos), Usafes (em latim: Usaphaes; em grego clássico: Usaphais) Udimu (em grego clássico: Oudimou), Den ou Dewen é o nome de Hórus (título heráldico) de um Faraó que governou durante a Primeira Dinastia Egípcia. Ele é o líder melhor atestado na arqueologia deste período. Usafedo trouxe prosperidade para o seu reino e inúmeras inovações são atribuídas ao seu reinado.[carece de fontes?] Ele foi o primeiro a usar o título de "Rei do Baixo e Alto Egito", e o primeiro descrito como vestindo a coroa dupla (vermelha e branca). O piso de sua tumba em Umel Caabe, próximo a Abidos, é feito de granito vermelho e preto, e foi a primeira vez no Egito que esta pedra dura foi usada como material de construção. Durante seu longo reinado, ele estabeleceu muitos dos padrões de rituais da corte e da realeza que vieram a ser utilizados posteriormente, Usafedo também foi altamente respeitado por seus sucessores imediatos.[carece de fontes?]
Foi um dos governantes mais importantes da Primeira Dinastia.[carece de fontes?] Seu reinado é marcado por um grande desenvolvimento na arquitetura funerária e pelo progresso do Estado na administração, economia, artesanato e religião. Mais de 30 mastabas foram erguidas em Sacará e Abu Roach durante o seu reinado por funcionários de todos os tipos.

## Fontes acerca do nome

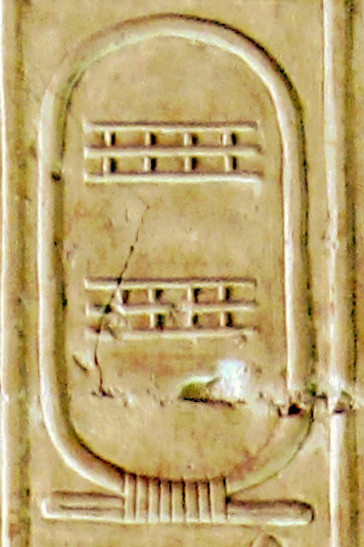
Sepati, nome em cartucho egípcio de Den na lista de reis de Abidos

### Etimologia e identidade

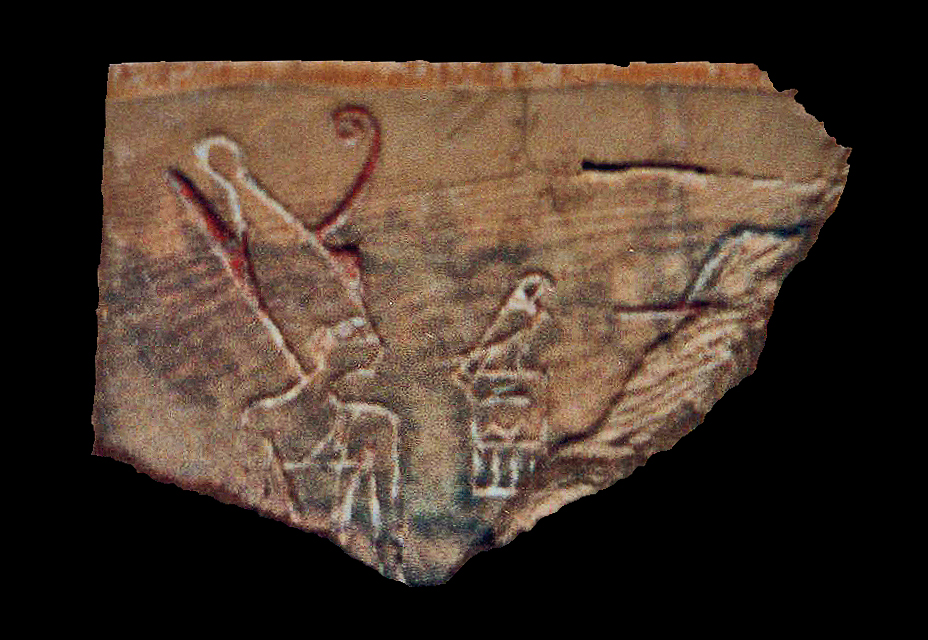
Fragmento de um rótulo de marfim, mostrando o faraó usando a coroa dupla do Alto e Baixo Egito. Descoberto na tumba de Usafedo, e agora no Museu Egípcio.